# Luria isabella
Luria isabella, tên thường gọi là ốc sứ Isabel, ốc sứ Isabella hoặc ốc sứ màu nâu vàng, là một loài ốc biển, một loài ốc sứ, một loài động vật thân mềm chân bụng sống ở biển trong họ Cypraeidae, họ ốc sứ.

## Mô tả

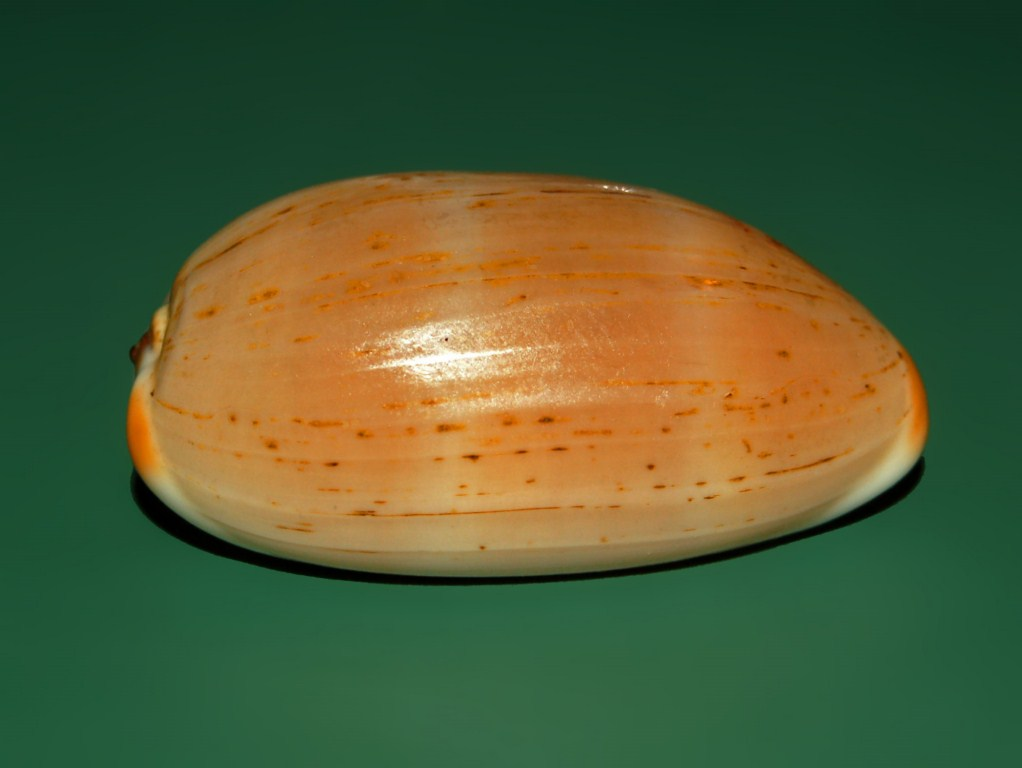
Vỏ của Luria isabella từ Philippines

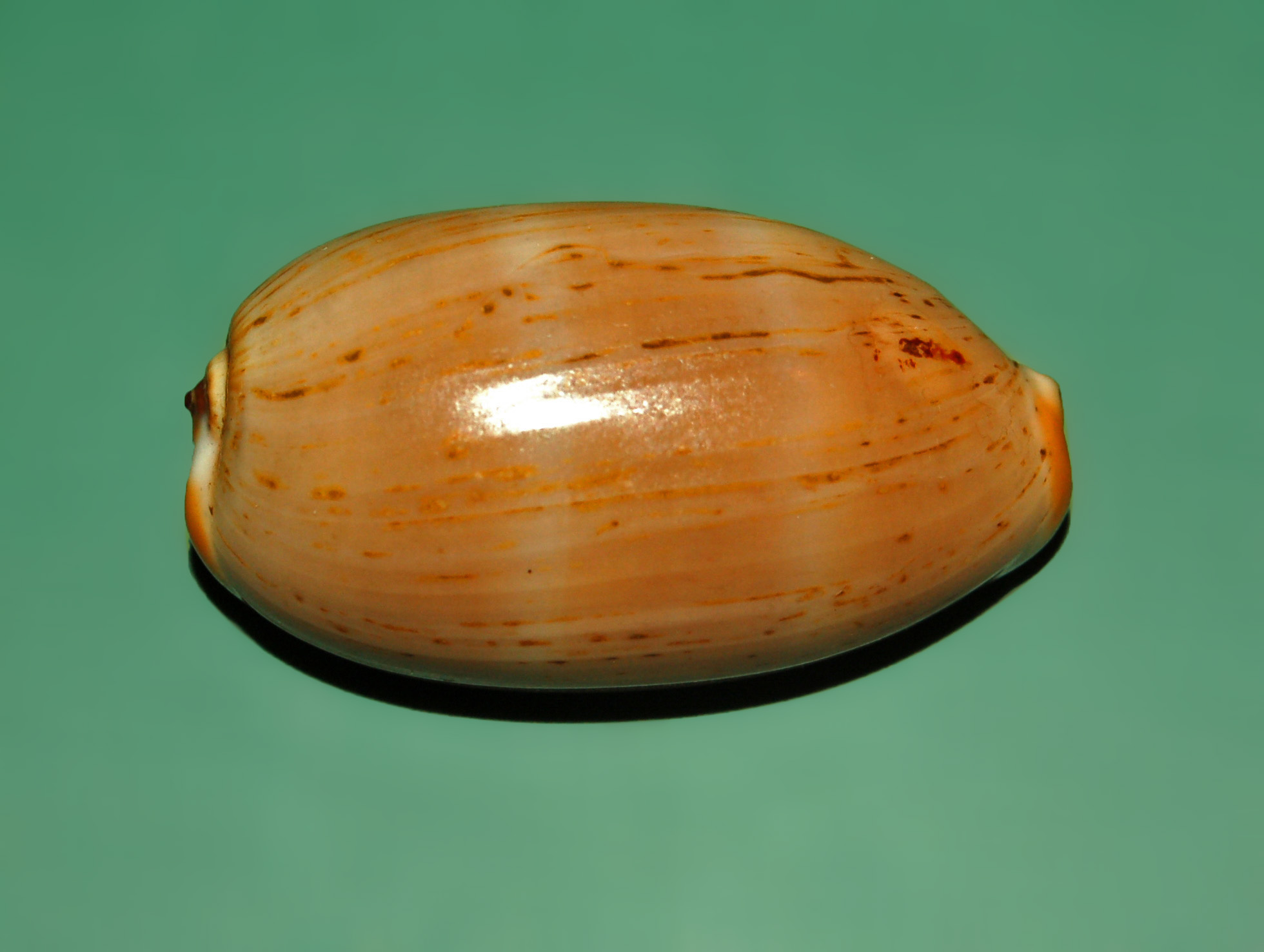
Vỏ của Luria isabella từ Philippines

Vỏ của loài ốc sứ rất phổ biến này đạt chiều dài trung bình 25–35 mm, với kích thước tối thiểu là 8 mm và kích thước tối đa là 54 mm. Màu cơ bản của các vỏ hình trụ này là màu be nhạt hoặc nâu vàng hoặc nâu đỏ nhạt, mặt lưng có các vạch dọc mỏng không liên tục và các đầu cực có các đốm tận cùng màu đỏ cam. Cơ sở chủ yếu là màu trắng và khẩu độ dài và hẹp có một số răng ngắn. Ở những con ốc sứ sống, lớp vỏ phát triển tốt có màu đen mờ và gần như mượt như nhung, với đôi râu ngắn bên ngoài.

## Phân bố
Loài này sống ở Biển Đỏ, dọc theo bờ biển Đông Phi, lưu vực sông Mascarene và ở Ấn-Tây Thái Bình Dương (Malaysia, Indonesia, Úc, Melanesia, Philippines, Nam Nhật Bản, Đài Loan) cho đến Hawaii.

## Môi trường sống
Các ốc sứ sống của loài này có thểd9uuo755cc gặp ở nhiều môi trường sống khác nhau, ở vùng nước nông và vùng triều lên đến độ sâu khoảng 35 m. Ban ngày chúng thường trú ẩn dưới các tảng đá, trong các lỗ nhỏ hoặc hang động san hô. Vào lúc bình minh hoặc hoàng hôn, chúng bắt đầu ăn bọt biển, tảo hoặc polyp san hô.

## Phân loài
Đã có rất nhiều phân loài được đặt tên, nhưng đa số các tên đều rất đáng ngờ. Tuy nhiên, những tên sau thường được chấp nhận là hợp lệ:
- Luria isabella isabella (Linnaeus, 1758)
- Luria isabella controversa (Gray, 1824) (đôi khi được chấp nhận là Luria Discusa)
- Luria isabella gilvella Lorenz, 1999
- Luria isabella mexicana Stearns, 1893

## Hình ảnh

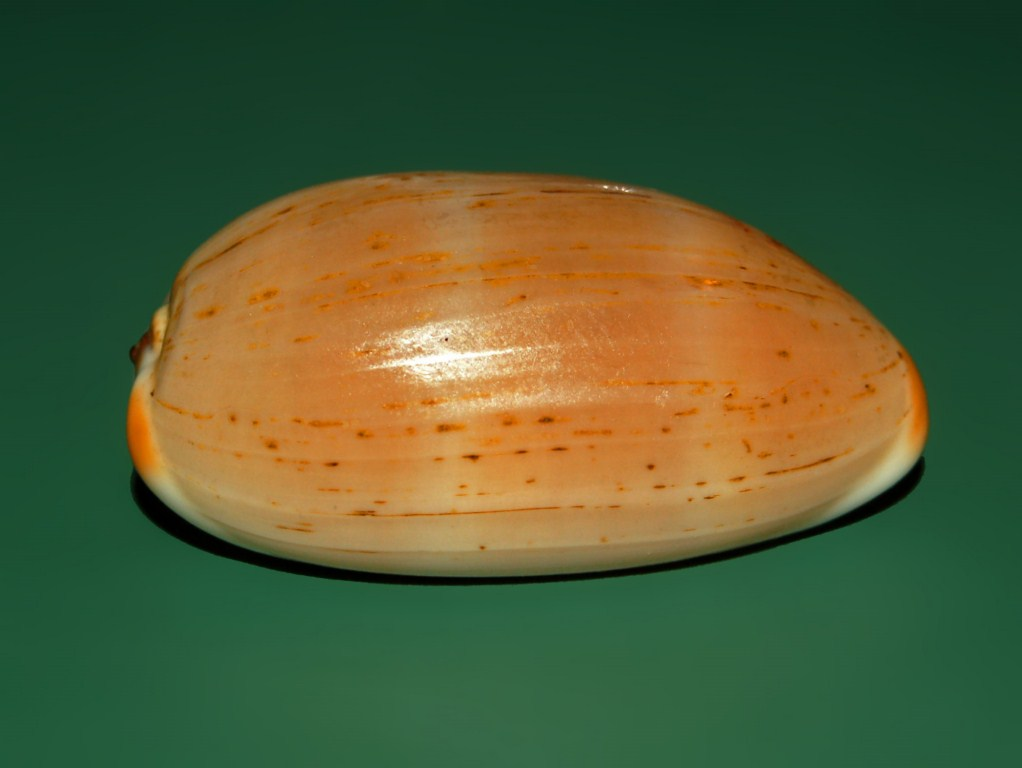
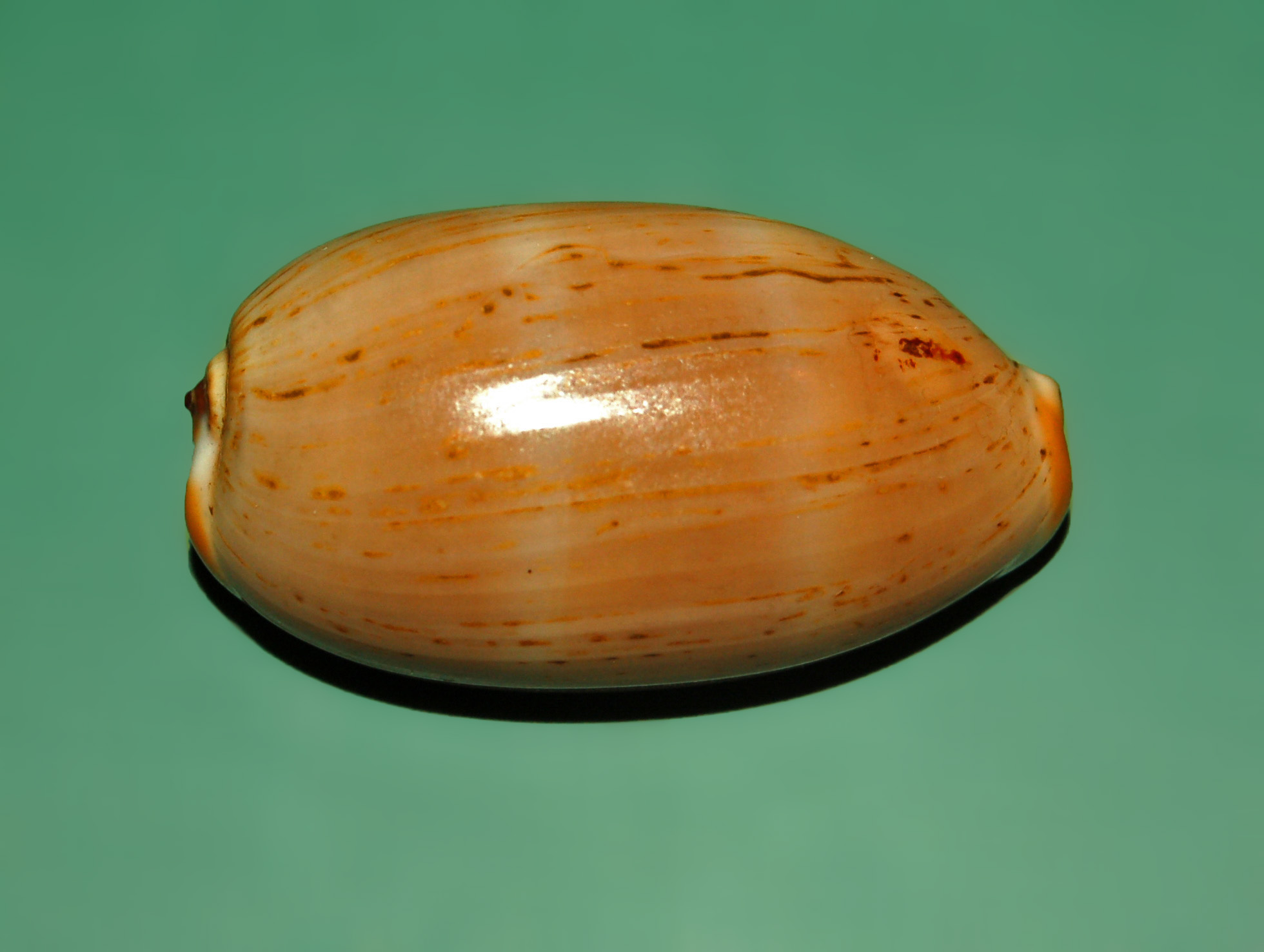
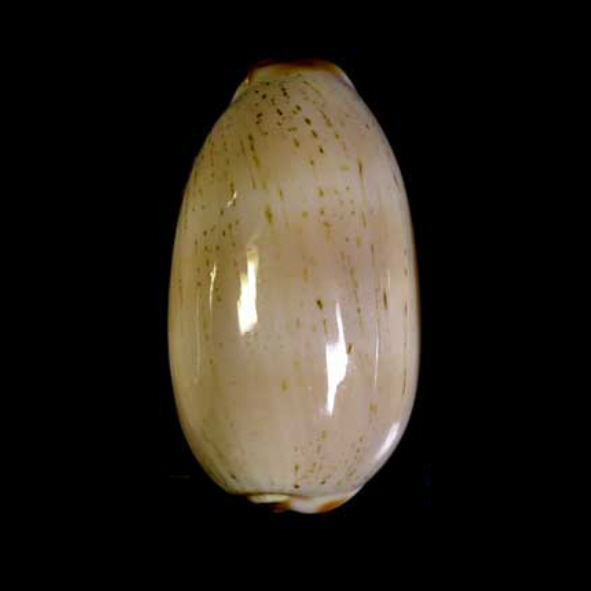